# كارل فيين
كارل فيين (بالألمانية: Karl Wien )‏ (و. 1906 – 1937 م) هو متسلق جبال، وعالم ألماني، ولد في فورتسبورغ، توفي في نانكا بربت، عن عمر يناهز 31 عاماً.